# Cordova (Nebraska)
Cordova je selo u američkoj saveznoj državi Nebraska. Prema popisu stanovništva iz 2010. u njemu je živjelo 137 stanovnika.